# Pałac w Malinie (województwo łódzkie)
Pałac w Malinie – zabytkowy pałac z XIX w. we wsi Malina (województwo łódzkie), w powiecie kutnowskim, wpisany do rejestru zabytków nieruchomych województwa łódzkiego.
Pałac wybudowany w latach 80. XIX w., stylu renesansu francuskiego na zlecenie Naftala Majznera. Obiekt jest częścią zespołu pałacowego z drugiej połowy XIX w., w skład którego wchodzi jeszcze park krajobrazowy założony w XIX w.